# オーナー (ラジオ番組)
オーナー（Owner）は、1964年7月13日から1966年10月1日まで、TBSラジオ（当時東京放送運営）で帯番組として放送されたワイド番組である。放送日時は、月曜日から土曜日の13時から18時だった。
タイトルは聴取者が番組の所有者（OWNER）であり、TBSの切り札（HONOR）番組であるという意味が込められている。

## 概要
平日の午後に放送されていた複数の番組（長くても1時間前後）の放送枠を統合したうえで、軽音楽を随時流しながら、ニュース・情報・トークを5時間にわたって伝えていた生ワイド番組。TBSと同じ在京民放ラジオ局のニッポン放送が1964年3月から「オーディエンス・セグメンテーション」（対象の聴取者＝オーディエンスを時間帯ごとに細かく絞り込んだ番組編成）を導入したことを受けて、TBSが「聴取者のセグメンテーション（細分化）は不可能」という立場から「ウェル・バランスト・プログラミング」（主要な聴取者以外の聴取者にも一定の配慮を施した番組編成）の方針を打ち出したことを背景に誕生した。
司会者については、全6曜日を1名に任せることが困難だったため、芥川也寸志・小島正雄・三國一朗の3名が2曜日連続で担当。「従来のディスクジョッキーや司会以上に個性がある」という意味で、日本の放送局が制作するラジオ番組としては初めて、アメリカ合衆国のラジオ業界から「パーソナリティー」（パーソナリティ）という呼称を導入した。また、放送中に視聴者が電話を通じて番組へ参加できるように、専用の電話回線を15回線確保。番組開始3ヶ月後の1964年10月に開催された1964年東京オリンピックの期間中には、この回線とオペレーターによる電話応答システムが、競技速報のリアルタイム・テレフォン・サービスにも活用された。
毎日放送・RKB毎日放送・山陽放送などのラジオ局では、一部の時間帯で同時ネットを実施していたが、時間帯はネット局や時期によって異なっていた。放送期間中の1965年5月2日には、TBSを基幹局として、上記のラジオ局を含めたネットワーク組織「Japan Radio Network」（JRN）が発足している。

## 出演者

### パーソナリティ
- 月・火…芥川也寸志
- 水・木…小島正雄
- 金・土…三國一朗

### パートナー
- 原田淑枝→古村朋子
- 麻生雅子→高階玲子
- 清水恵子

## 内包番組
- ニュースショー - 毎回TBSテレビの番組『JNNニュースコープ』のキャスターが日替わりでニュース解説を担当。
- テレフォンアワー - 電話での生活相談コーナー。当初15時台後半→後に14時台。
- 落語天気図 - 三遊亭金遊（後の四代目三遊亭小圓遊）による天気をもじった小噺コーナー。
- マツダミュージックラリ - ー後期。東洋工業の一社提供。後に独立した番組として続行。
- 三菱ダイヤモンド・ハイウェイ - 企画ネット番組。三菱商事・三菱石油提供の冠スポンサー番組。その後三菱石油の単独提供となり、『おつかれさま5時です』内包時代の1976年9月まで続いた。
- こども電話相談室 - テレフォンアワーの事実上の子供版。その後『全国こども電話相談室』への改題などを経て40年以上続いた。
- ロイ・ジェームスショー - 『ロイ・ジェームスショウ』とも表記。ロイ担当コーナー。後に独立した番組として続行。

## 参考資料
- TBS50年史（2002年1月、東京放送編・発行）…国立国会図書館の所蔵情報

資料編には、放送開始した1964年7月など当時の番組表を再編集したものを一部掲載。付録のDVDに収録された映像ファイルには、放送当時のモノクロ写真を交えつつ小島担当時のOP、ロイ・ジェームスショーOPなど、一部音源を紹介している。